# Ginstsläktet
Ginstsläktet (Genista) är ett släkte i familjen ärtväxter, med cirka 100 arter i Europa, sydvästra Asien, Nordafrika, på Kanarieöarna och Madeira. I Sverige finns några vilda arter medan flera andra odlas som trädgårdsväxter. Flera av arterna är giftiga.
Släktet innehåller buskar som vanligen är lövfällande. Bladen är vanligen små, enkla eller tredelade, strödda eller motsatta. Blommorna sitter i klasar eller huvuden. Fodret är rörformigt, vanligen med tydlig över- och underläpp. Den övre läppen är tvådelad, medan den undre är treflikig. Kronan är gul. Ståndarna är tio och de är alla förenade till ett rör. Frukten är en balja.

## Dottertaxa till Ginstsläktet, i alfabetisk ordning[1]
- Genista abchasica
- Genista acanthoclada
- Genista aetnensis - etnaginst
- Genista albida
- Genista anatolica
- Genista anglica - nålginst
- Genista angustifolia
- Genista arbusensis
- Genista aristata
- Genista armeniaca
- Genista aspalathoides - siciliansk risginst
- Genista aucheri
- Genista balearica
- Genista berberidea
- Genista burdurensis
- Genista cadasonensis
- Genista canariensis - kanarieginst
- Genista capitellata
- Genista carinalis
- Genista carpetana
- Genista cephalantha
- Genista cinerascens
- Genista cinerea
- Genista clavata
- Genista compacta
- Genista corsica
- Genista cupanii
- Genista delphinensis - klippginst
- Genista depressa
- Genista desoleana
- Genista dorycnifolia
- Genista ephedroides
- Genista falcata
- Genista fasselata
- Genista ferox
- Genista flagellaris
- Genista florida
- Genista fukarekiana
- Genista gasparrinii
- Genista germanica
- Genista haenseleri
- Genista halacsyi
- Genista hassertiana
- Genista hillebrandtii
- Genista hirsuta
- Genista hispanica - katalansk ginst
- Genista holopetala
- Genista humifusa
- Genista hystrix
- Genista ifniensis
- Genista involucrata
- Genista januensis
- Genista juzepczukii
- Genista kolakowskyi
- Genista libanotica
- Genista linifolia
- Genista lobelii
- Genista lucida
- Genista lydia - turkisk ginst
- Genista maderensis - madeiraginst
- Genista majorica
- Genista melia
- Genista michelii
- Genista micrantha
- Genista microcephala
- Genista microphylla
- Genista millii
- Genista mingrelica
- Genista monspessulana
- Genista morisii
- Genista mugronensis
- Genista nissana
- Genista numidica
- Genista obtusiramea
- Genista osmariensis
- Genista oxycedrina
- Genista paivae
- Genista parnassica
- Genista pilosa - hårginst
- Genista polyanthos
- Genista pseudopilosa
- Genista pulchella
- Genista quadriflora
- Genista radiata - strålginst
- Genista ramosissima
- Genista sagittalis - vingginst
- Genista sakellariadis
- Genista salzmannii
- Genista sanabrensis
- Genista sandrasica
- Genista sardoa
- Genista scorpius
- Genista scythica
- Genista segonnei
- Genista sericea
- Genista sessilifolia
- Genista spachiana - bukettginst
- Genista spartioides
- Genista spinulosa
- Genista stenopetala - rumsginst
- Genista suanica
- Genista subcapitata
- Genista sulcitana
- Genista sylvestris
- Genista taurica
- Genista tejedensis
- Genista tenera
- Genista teretifolia
- Genista tetragona
- Genista thyrrena
- Genista tinctoria - färgginst
- Genista toluensis
- Genista tournefortii
- Genista transcaucasica
- Genista triacanthos
- Genista tricuspidata
- Genista tridens
- Genista tridentata
- Genista ulicina
- Genista umbellata
- Genista valentina
- Genista verae
- Genista versicolor

## Bildgalleri

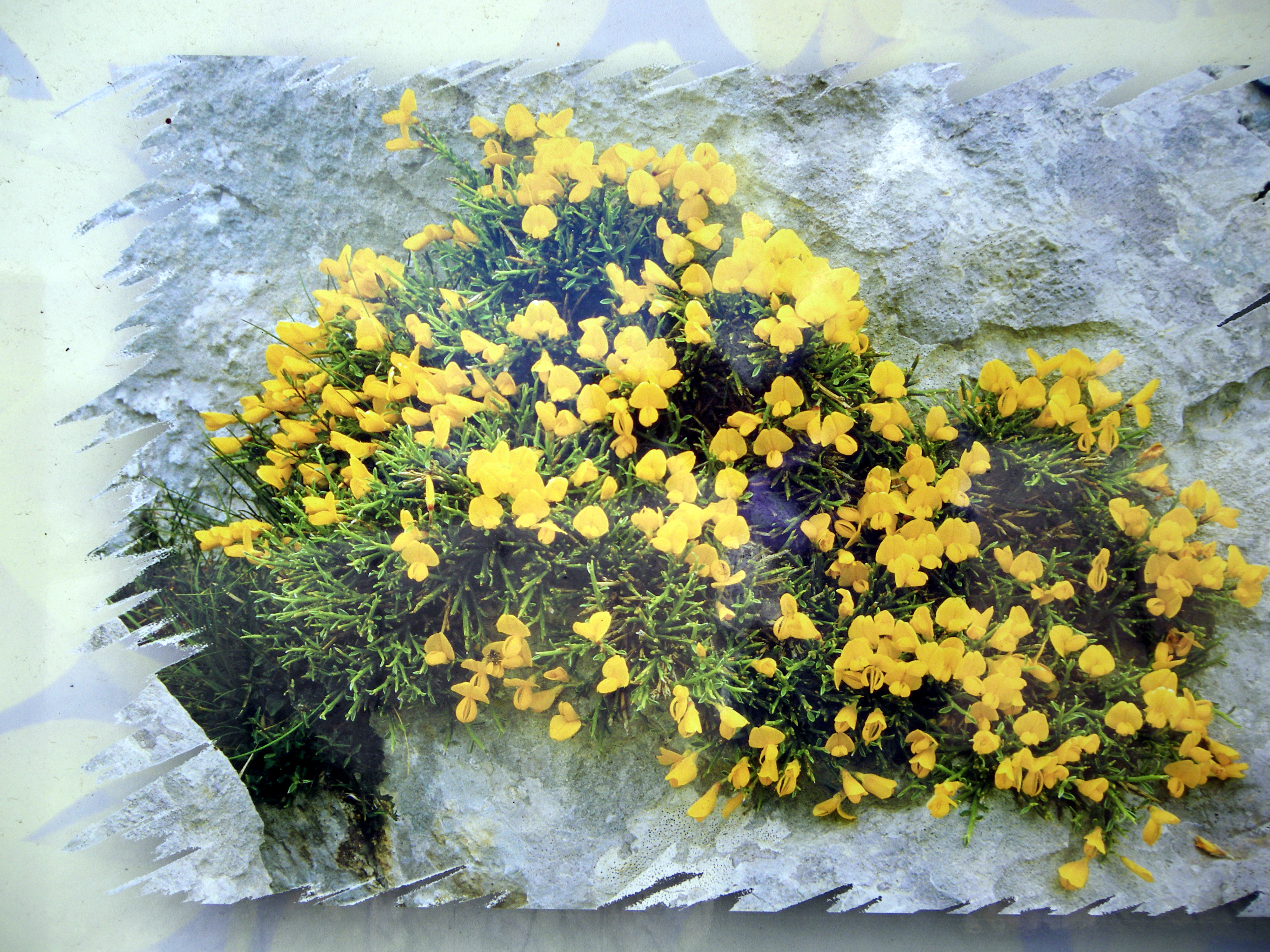
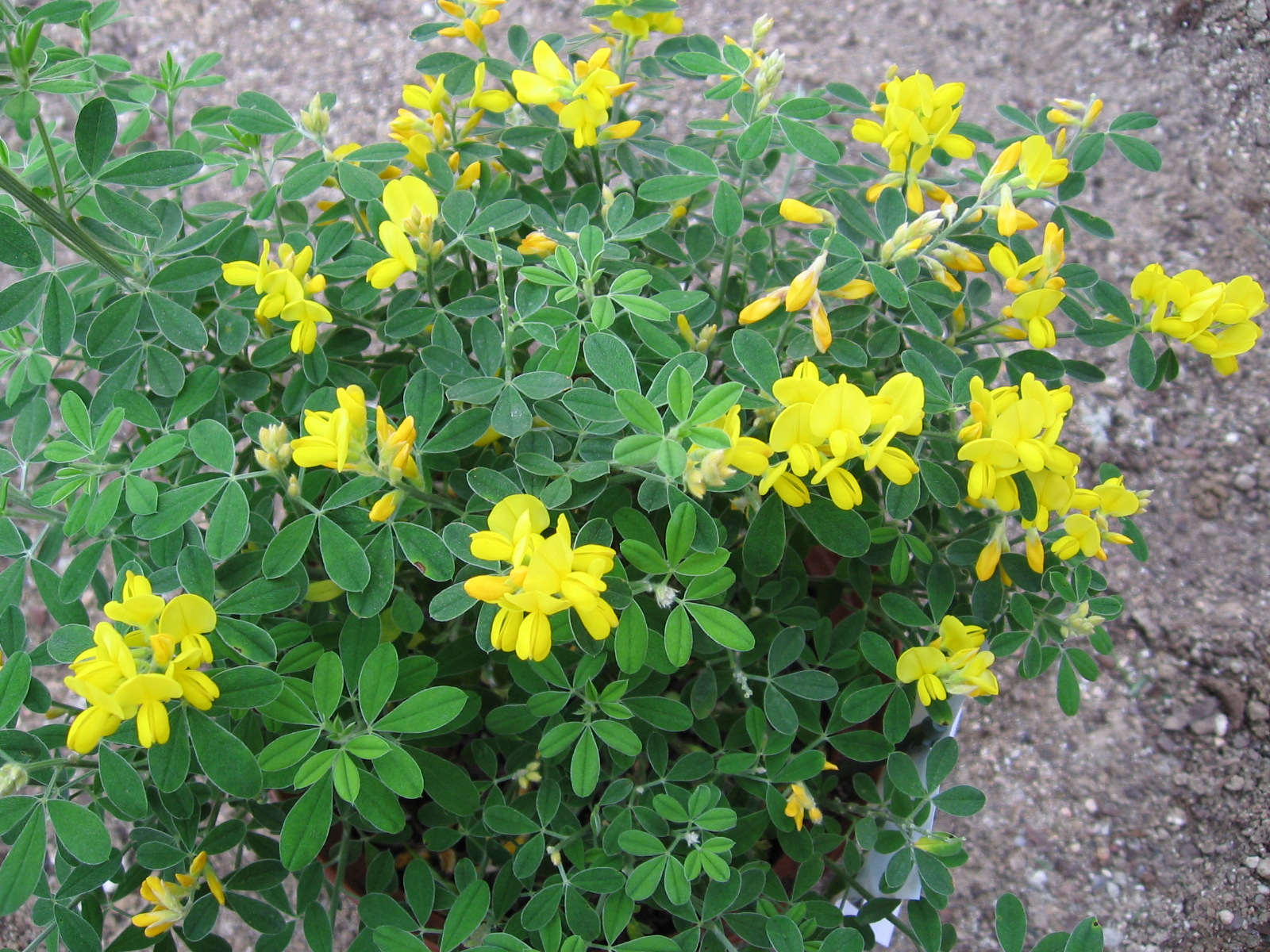
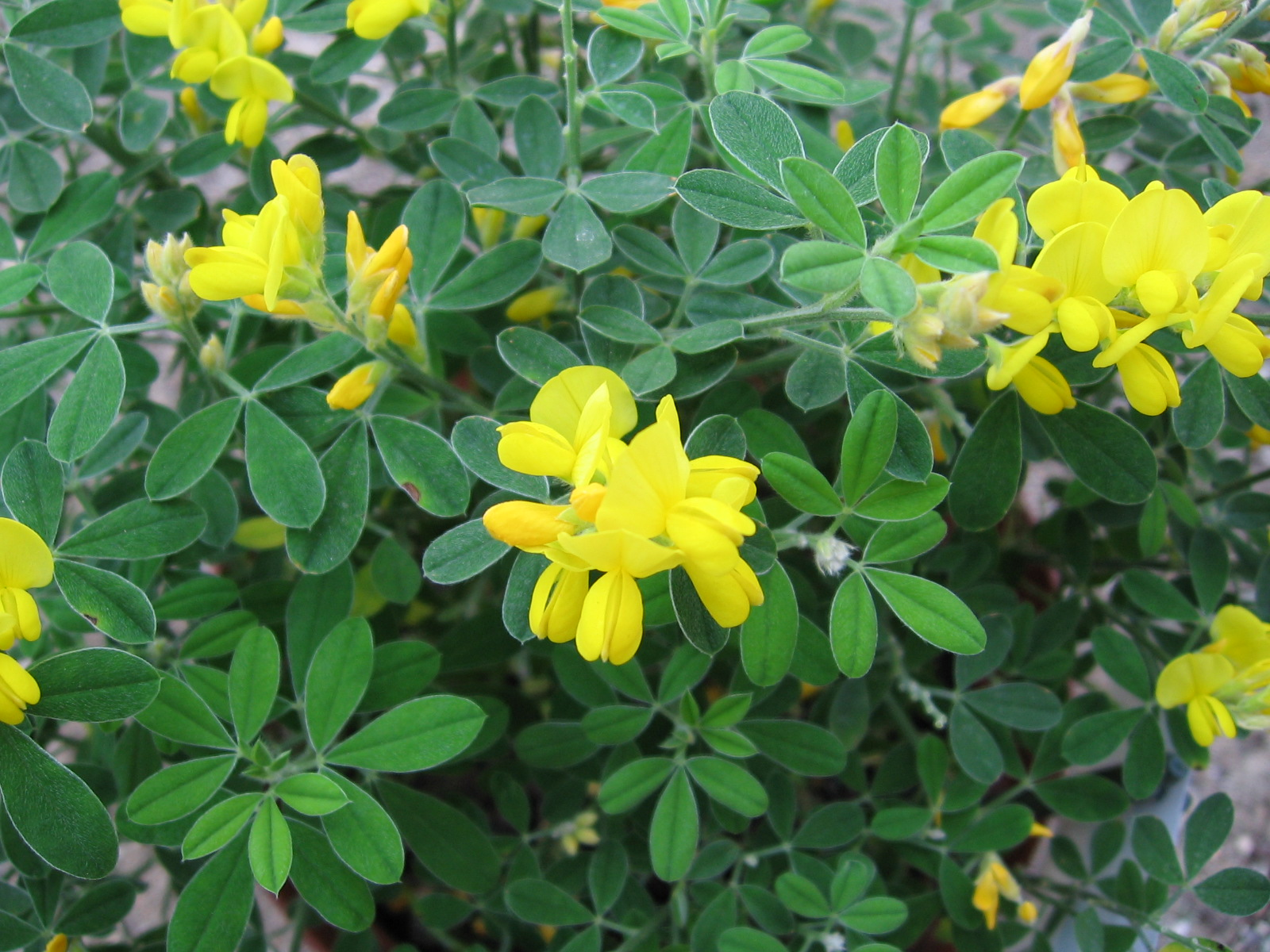
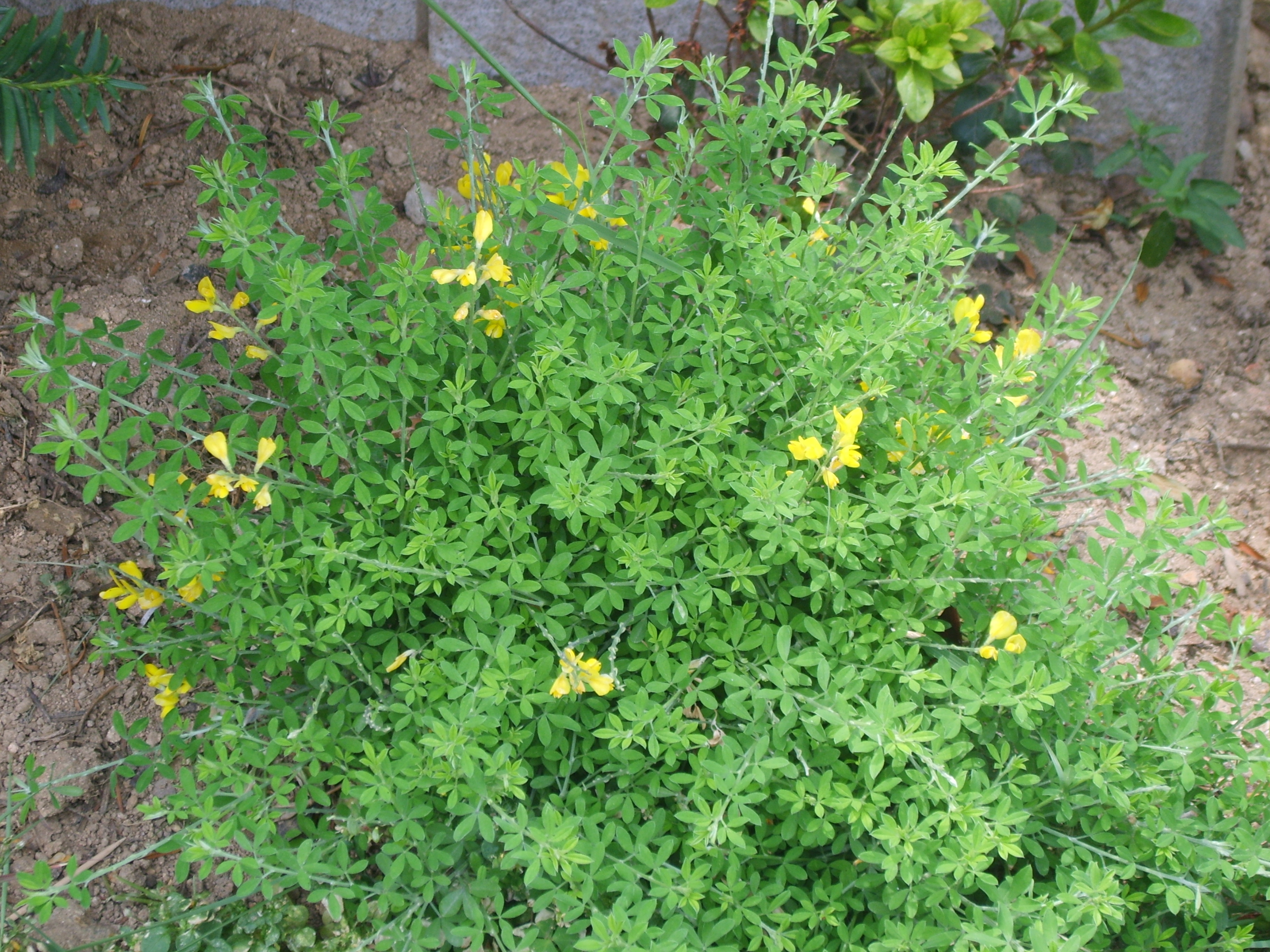